# Vágar
Vágar (dán.: Vågø) je třetí největší ostrov Faerských ostrovů.
Leží na západ od největšího a nejlidnatějšího ostrova Streymoy a na východ od malého ostrova Mykines. Má rozlohu 175,4 km² a 2 949 obyvatel. Tvar ostrova je odlišný, podobá se psí hlavě. Sørvágsvatn jsou ústa a Fjallavatn je oko. V roce 2002 byl dokončen 4 km dlouhý tunel, spojující ostrovy Streymoy a Vágar. Na ostrově je 41 hor, z toho největší Árnafjall, měřící 722 m.

## Města
Největšími městy jsou:
- Miðvágur 1 032 obyvatel
- Sørvágur 966 obyvatel
- Sandavágur 744 obyvatel

## Letiště Vágar

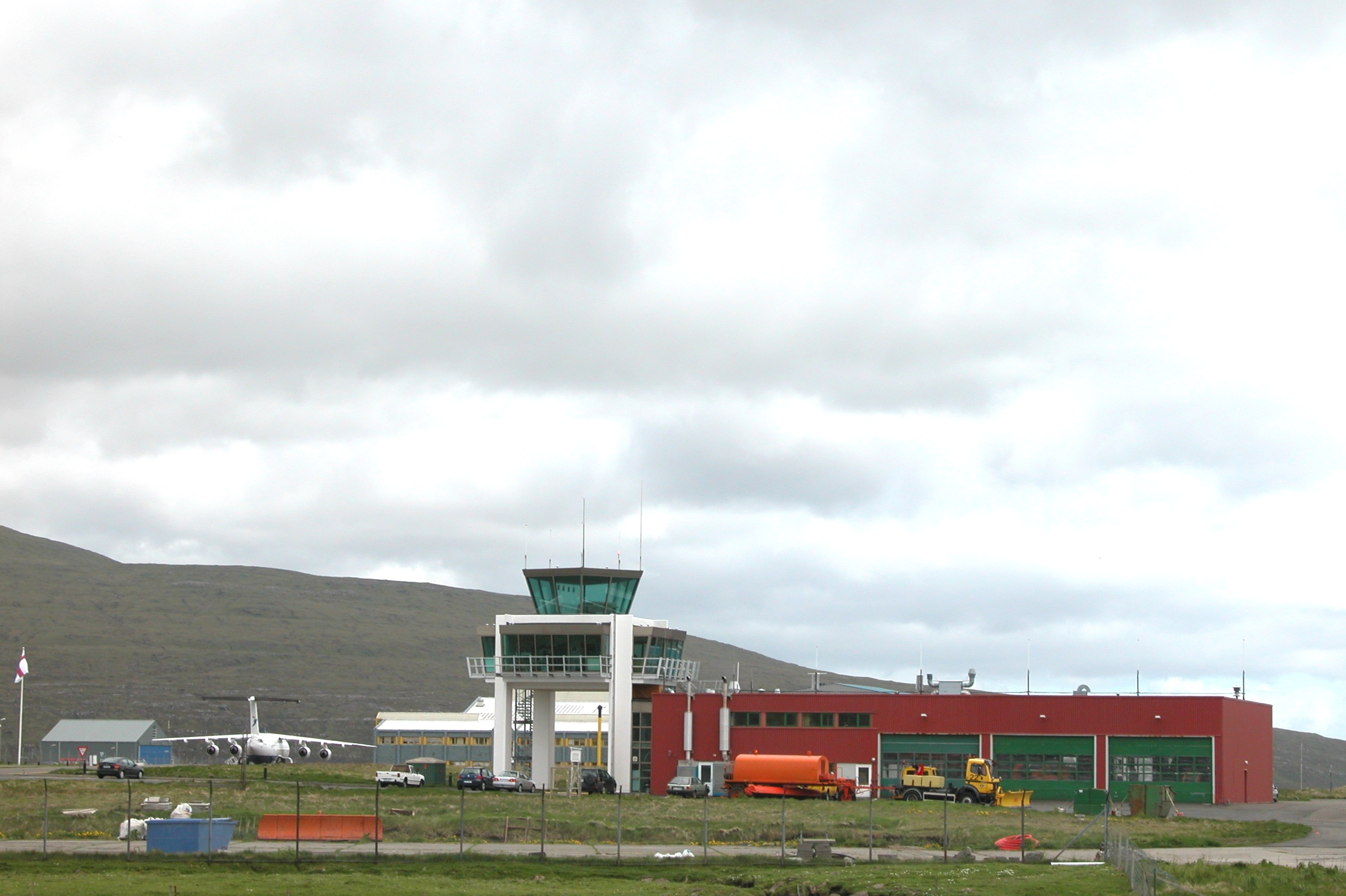
Letiště Vágar

Letiště Vágar (IATA: FAE, ICAO: EKVG) je jediné letiště na Faerských ostrovech. Leží asi 1,5 km západně od města Sørvágur a méně než 1 km východně od jezera Sørvágsvatn. Bylo postaveno Brity v období 2. světové války. Z letiště, aerolinkami Atlantic Airways, do Kodaně aerolinkami FaroeJet a do Reykjavíku aerolinkami Air Iceland se můžete dostat do Kodani, Reykjavíku, Londýna, Stavangeru, Aberdeenu, Aalborgu, Billundu, Osla, Newcastlu a na Shetlandy. Dráha je asfaltová, délka dráhy je 1250 m.

## Jezera
2,7 % ostrova tvoří voda, z toho nejvíce jezera Sørvágsvatn a Fjallavatn.
Sørvágsvatn nebo Leitisvatn je největší jezero na Faerských ostrovech. Leží v jižní části ostrova. Rozlohu má 3,43 km². Z jezera odtéká do Atlantského oceánu vodopád Bøsdalafossur. Na východ od jezera jsou 146 metrů vysoké skály Trælanípa. Na jezeře jsou dobré podmínky pro chytání ryb. Sørvágsvatn do češtiny znamená Jezero Sørvágur.

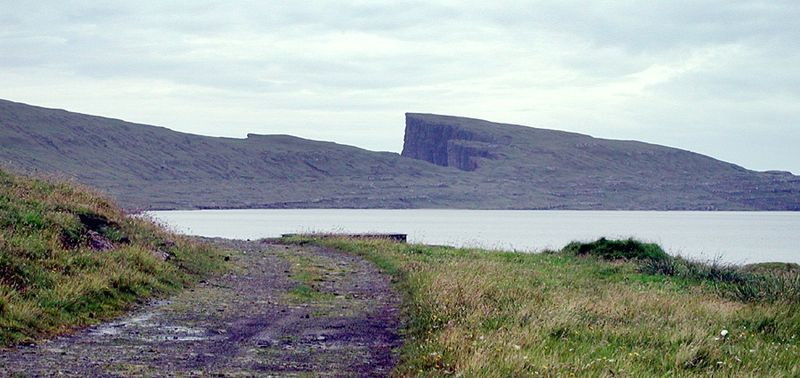
Sørvágsvatn

Fjallavatn je druhé největší jezero na Faerských ostrovech hned po jezeru Sørvágsvatn. Leží v severní části ostrova. Rozlohu má 1,02 km². Na jezeře jsou dobré podmínky pro chytání ryb.